# Critérium international 2006
Le Critérium international 2006 est la 75e édition de cette course cycliste masculine sur route. Il a lieu du 25 mars au 26 mars 2006 dans le département des Ardennes, en France. Il est remporté par le coureur italien Ivan Basso, vainqueur d'une étape et membre de l'équipe CSC. Il devance au classement général le Néerlandais Erik Dekker et l'Ukrainien Andriy Grivko.

## Classement général
| Classement général final | Classement général final |
| ------------------------ | ------------------------ |
| 1. Ivan Basso            | 7 h 17 min 03 s          |
| 2. Erik Dekker           | 27 s                     |
| 3. Andriy Grivko         | 1 min 08 s               |
| 4. José Iván Gutiérrez   | 1 min 22 s               |
| 5. Ronny Scholz          | 1 min 31 s               |
| 6. Igor Astarloa         | 1 min 32 s               |
| 7. Constantino Zaballa   | 1 min 53 s               |
| 8. Pieter Weening        | 1 min 58 s               |
| 9. Juan Carlos Domínguez | 2 min 04 s               |
| 10. Alexandre Botcharov  | 2 min 19 s               |

## La course

### Première étape
Ce que l'édition 2006 confirma : alors que le coureur américain Floyd Landis, de l'équipe Phonak, récent vainqueur de Paris-Nice, l'un des favoris de l'épreuve, faisait partie d'un groupe d'échappés, il chuta à une trentaine de kilomètres de l'arrivée de la première étape. Il attendit le retour du peloton et son équipe donna efficacement la chasse, mais ne put réduire entièrement son retard sur le premier groupe, qui resta aux alentours de la minute.
La mésentente régnant dans le premier groupe, quatre hommes s'en détachèrent : l'Ukrainien Grivko de l'équipe italienne Milram, l'Espagnol Astarloa de l'équipe anglaise Barloworld, l'Italien Basso de l'équipe danoise CSC et le Néerlandais Dekker, Erik de son prénom, de l'équipe Rabobank.
À cinq cents mètres de l'arrivée, alors que les hommes de tête redoutaient le retour du deuxième groupe, au sein duquel le Luxembourgeois Kim Kirchen avait la vélocité d'un vainqueur potentiel (malgré son appartenance à la même équipe que le nommé Basso, pédalant alors en deuxième position), l'Espagnol (et ancien champion du monde) Astarloa eut la malencontreuse idée de se retourner pour mieux juger de son avance… qui se transforma en retard puisqu'il chuta au beau milieu d'une chaussée humide, devant Erik Dekker qui parvint à l'éviter. Voyant sans doute dans cette chute évitée un signe du destin, il s'envola vers la victoire, passant Grivko qui n'en pouvait plus mais, et Basso qui "faisait deux" dans une apparente décontraction.

### Deuxième étape
Fait exceptionnel dans une course à étapes, les deux leaders de la course, Erik Dekker et Ivan Basso, réussirent à s'échapper, en compagnie du Russe Alexandre Botcharov de l'équipe française Crédit agricole et de l'Espagnol Juan Carlos Domínguez de l'équipe belge Unibet.com.
Dans la dernière ascension de cette course de côtes, "la roche aux sept villages" (qui fait un peu figure de juge de paix, comme le "Poggio" dans Milan-San Remo ou "le mur de Huy" dans la Flèche wallonne), Dekker fut tout à la fois victime d'un saut de chaîne et d'une crampe, alors qu'il répondait à une attaque de Botcharov, immédiatement contrée par Basso. Domínguez, un temps distancé, revint sur le duo de tête peu avant la ligne, tandis que Dekker, avec autant de courage que de professionnalisme, maintenait son retard à 15 secondes.
Basso lui prenait donc le maillot jaune pour onze secondes, mais Dekker se consolait avec le vert, qu'il avait ravi à Ivan Basso !

### Troisième étape
Le contre-la-montre individuel, dont le beau et bref parcours se termina sur la place ducale de Charleville après avoir longé la Meuse, fut remporté par l'Espagnol José Alberto Martínez de la dynamique équipe française Agritubel.
Ivan Basso est deuxième et conforte sa victoire au général.

## Classements des étapes
| "'Étape"' | "'Date"' | "'Villes étapes"'                           | "'km"' | "'Vainqueur d'étape"'         | "'Leader du classement général"' |
| 1re étape | 25 mars  | Sedan - Charleville-Mézières                | 192 km | Erik Dekker Pays-Bas          | Erik Dekker Pays-Bas             |
| 2e étape  | 26 mars  | Les Vieilles Forges - Monthermé             | 101 km | Ivan Basso Italie             | Ivan Basso Italie                |
| 3e étape  | 26 mars  | Charleville-Mézières - Charleville-Mézières | 8,3 km | José Alberto Martínez Espagne | Ivan Basso Italie                |

## Classements annexes
| "'Maillot vert (classement par points)"'   | "'Ivan Basso"' Italie 39 pts          |
| 2e                                         | Erik Dekker Pays-Bas 23 pts           |
| 3e                                         | Andriy Grivko Ukraine 20 pts          |
| "'Maillot à pois (meilleur grimpeur)"'     | "'David López García"' Espagne 36 pts |
| 2e                                         | Alberto Contador Espagne 12 pts       |
| 3e                                         | Ivan Basso Italie 10 pts              |
| "'Maillot blanc (meilleur jeune -25 ans)"' | "'Andriy Grivko"' Ukraine             |